# Disney Channel (Czechy i Słowacja)
Disney Channel (Czechy i Słowacja) (cz. Disney Channel Česko, słow. Disney Channel) – stacja telewizyjna dla dzieci i młodzieży, która nadaje w Czechach i na Słowacji. W godzinach od 06:00 do 14:00 jest emitowany blok kanałów Playhouse Disney. Nadawanie stacji rozpoczęło się 19 września 2009 roku.

## Programy

### Seriale animowane
Aktualnie w emisji:
- Kacze opowieści
- Fineasz i Ferb
- Kim Kolwiek
- Monster Buster Club
- Nowa szkoła króla
- Przystanek dżungla
- Wymiennicy
- Złota Rączka
- Prawo Milo Murphy’ego

### Seriale fabularne
Aktualnie w emisji:
- Czarodzieje z Waverly Place
- Hannah Montana
- Nie ma to jak hotel
- Powodzenia, Charlie!
- Słoneczna Sonny
- Suite Life: Nie ma to jak statek

### Filmy
Animowane:
- Aladyn (1992)
- Auta (2006)
- Dzwoneczek (2008)
- Gdzie jest Nemo? (2003)
- Królewna Śnieżka i siedmiu krasnoludków (1937)
- Księżniczka i żaba (2009)
- Mulan (1998)
- Piękna i Bestia (1991)
- Ratatuj (2007)
- Toy Story (1995)
- Toy Story 2 (1999)
- WALL·E (2008)

### Fabularne
- Camp Rock (2008)
- Czytaj i płacz (2006)
- Dziewczyna XXI-go wieku (1999)
- Dziewczyny Cheetah (2003)
- Dziewczyny Cheetah 2 (2006)
- Geniusz (1999)
- High School Musical (2006)
- High School Musical 2 (2007)
- I bądź tu mądra (2005)
- Johnny Tsunami (1999)
- Kadet Kelly (2002)
- Motocrossed (2001)
- Piraci z Karaibów: Klątwa Czarnej Perły (2003)
- Program ochrony Księżniczek (2009)
- Projekt Merkury (2000)
- Tego już za wiele (2002)
- Wirtualny ideał (2004)
- Wskakuj! (2007)
- Zakręcony piątek (2003)